# Hospital àrab Al-Ahli
L'Hospital Àrab Al-Ahli (àrab: المستشفى الأهلي العربي, al-Mustaxfà al-Ahlī al-ʿArabī, ‘Hospital Civil Àrab’, o àrab: المستشفى المعمداني, al-Mustaxfà al-Muʿmadānī, ‘Hospital Baptista’) és un hospital de la ciutat de Gaza. La seva seu principal es troba al barri d'al-Zaytoun, al sud de la ciutat, i està gestionada per la Diòcesi Anglicana de Jerusalem. Es considera un dels hospitals més antics de la ciutat, ja que va ser fundat l'any 1882. En àrab, el seu nom significa "Hospital del Poble Àrab".
L'hospital entrà en funcionament el 1882, quan va ser fundat per la Church Mission Society de l'Església d'Anglaterra. Més tard, l'hospital va ser gestionat entre 1954 i 1982 per la Missió Mèdica de l'Església Baptista del Sud. Des de 1980, l'hospital és dirigit per l' Església Episcopal de Jerusalem. Abans de la guerra entre Israel i Hamàs, donava servei a 45.000 residents de Gaza a l'any.

### Explosió de 2023
Des que va començar l'evacuació del nord de Gaza, l'Hospital Àrab Al-Ahli va acollir centenars de persones desplaçades en resposta a la creixent crisi humanitària a Gaza. L'hospital va ser danyat pel tir de coets israelians el 14 d'octubre, deixant 4 membres del personal ferits, segons un comunicat de l'arquebisbe de Canterbury, Justin Welby. Abans del llançament de coets del 14 d'octubre, l'hospital va acollir unes 6.000 persones desplaçades; posteriorment, molts d'ells van fugir, amb uns 1.000 restants al pati. El 16 d'octubre, Israel va ordenar l'evacuació de 21 hospitals de Gaza, inclòs l'Hospital Baptista Al-Ahli Arabi. Com que no hi ha prou llits als hospitals del sud per acollir pacients, els hospitals del nord de Gaza no van tenir en compte les advertències israelianes d'evacuar, segons els metges. Les carreteres que han estat danyades o bloquejades per les restes dels dies de bombardeig israelià van fer impossible el transport de molts pacients, especialment aquells que depenen del ventilador o els nounats.
La nit del 17 d'octubre de 2023, durant la guerra entre Israel i Hamàs de 2023, quan un míssil va explosionar al pati, que allotjava milers de persones desplaçades com a conseqüència de la guerra a la Franja de Gaza. Es creu que va provocar la mort de 200 a 500 palestins i més de 600 ferits, segons els primers informes del Ministeri de Salut palestí. Les investigacions posteriors van confirmar que la trajectòria i la velocitat d'una salva de coets palestins són compatibles amb l'explosió de l'hospital.
Després de l'explosió, unes 350 persones ferides van ser traslladades a l'Hospital Al-Shifa tant amb ambulàncies com amb cotxes personals.

### Reaccions
El president de l'Autoritat Palestina, Mahmoud Abbas, va declarar tres dies de dol després de l'esdeveniment mortal i va cancel·lar una reunió prevista amb el president estatunidenc Joe Biden. Biden va dir: "Estic indignat i profundament entristit per l'explosió", però no va atribuir immediatament la culpa de l'incident, afirmant en canvi que els EUA investigarien l'esdeveniment. El primer ministre canadenc Justin Trudeau va descriure l'explosió com "horrible" i "inacceptable", però no va atribuir la culpa. El director general de l'Organització Mundial de la Salut, Tedros Adhanom Ghebreyesus, va condemnar el suposat atac. El cap de drets humans de l'ONU, Volker Türk, va condemnar la vaga "totalment inacceptable" i "horrible" i va exigir responsabilitats. Metges Sense Fronteres va dir que estava "horroritzat" pel "atemptat israelià" i ho va qualificar de "massacre". La Creu Roja va quedar "sorpresa i horroritzada" pels informes.
L'explosió va provocar protestes a diversos països, com ara el Canadà, Egipte, el Iemen, l'Iran, l'Iraq, Jordània, Kuwait, el Líban, Líbia, el Marroc, Qatar, el Regne Unit, Síria, Tunísia i Turquia. A Ramal·lah i altres ciutats de Cisjordània, els manifestants van cridar contra Mahmoud Abbas i van llançar pedres, la qual cosa va fer que la policia utilitzés gasos lacrimògens en un intent de dispersar els manifestants. Milers de manifestants van marxar pels volts del consolat d'Israel a Istanbul per protestar contra la guerra, i a Jordània, els manifestants van intentar assaltar l'ambaixada d'Israel.
L'endemà les Forces de Defensa d'Israel van fer públics imatges gràfiques que mostraven, al seu parer, que no s'havia produït cap impacte directe sobre l'hospital, sinó al seu pàrquing, amb alguns danys a les façanes dels edificis del voltant. Van ratificar que havia estat un coet del Gihad Islàmic palestí que havia fallat i del que n'haurien caigut algunes parts sobre el pàrquing, on va destruir els vehicles estacionats. Segons els seus informes els nombre de víctimes també havien estat inflats per les autoritats de salut de la Franja de Gaza. Tanmateix, la conseqüència immediata va ser l'anul·lació de la trobada prevista a quatre bandes (Egipte, EUA, Jordània i Palestina) a Amman, sota l'argument que no podria aturar la guerra en aquell moment.